# DDR-Oberliga 1969-1970
L'edizione 1969-70 della DDR-Oberliga è stato il ventitreesimo campionato di massimo livello in Germania Est.

## Avvenimenti
Il campionato, partito il 23 agosto 1969, vide inizialmente in testa il Chemie Lipsia: la squadra fu raggiunta dopo due giornate dai campioni in carica del Vorwärts Berlino i quali presero il largo. La sconfitta all'ultima giornata del girone di andata contro il Carl Zeiss Jena riaprì però i giochi: tale risultato provocò una crisi per la capolista che totalizzò due punti nelle prime quattro gare. Gli uomini di Buschner ne approfittarono ritrovandosi a +2 sulla seconda. Nelle giornate successive la squadra incrementò ulteriormente il proprio vantaggio arrivando a +6 sul Vorwärts Berlino a tre giornate dal termine: bastò quindi un pareggio alla giornata successiva contro il Sachsenring Zwickau per assicurare al Carl Zeiss Jena il suo terzo titolo.
Alla penultima giornata successiva furono invece decretati tutti i verdetti per la retrocessione in DDR-Liga: scesero il Karl-Marx-Stadt e l'Eisenhüttenstädter Stahl, quest'ultima squadra condannata già al terzultimo turno.

## Classifica finale
|  |     | DDR-Oberliga 1969-70     | Pt | G  | V  | N  | P  | GF | GS | DR  |
|  | --- | ------------------------ | -- | -- | -- | -- | -- | -- | -- | --- |
|  | 1.  | Carl Zeiss Jena          | 39 | 26 | 16 | 7  | 3  | 50 | 16 | +34 |
|  | 2.  | Vorwärts Berlino         | 32 | 26 | 12 | 8  | 6  | 43 | 34 | +9  |
|  | 3.  | Dinamo Dresda            | 31 | 26 | 13 | 5  | 8  | 36 | 26 | +10 |
|  | 4.  | Chemie Lipsia            | 30 | 26 | 11 | 8  | 7  | 33 | 27 | +6  |
|  | 5.  | Sachsenring Zwickau      | 28 | 26 | 9  | 10 | 7  | 25 | 26 | -1  |
|  | 6.  | BFC Dynamo               | 28 | 26 | 10 | 8  | 8  | 29 | 32 | -3  |
|  | 7.  | Wismut Aue               | 27 | 26 | 10 | 7  | 9  | 31 | 34 | -3  |
|  | 8.  | Magdeburgo               | 24 | 26 | 10 | 4  | 12 | 37 | 37 | 0   |
|  | 9.  | Rot-Weiß Erfurt          | 24 | 26 | 8  | 8  | 10 | 32 | 40 | -8  |
|  | 10. | Hallescher               | 22 | 26 | 8  | 6  | 12 | 35 | 34 | -1  |
|  | 11. | Stahl Riesa              | 22 | 26 | 9  | 4  | 13 | 31 | 35 | -4  |
|  | 12. | Hansa Rostock            | 21 | 26 | 7  | 7  | 12 | 22 | 33 | -11 |
|  | 13. | Karl-Marx-Stadt          | 19 | 26 | 7  | 5  | 14 | 27 | 42 | -15 |
|  | 14. | Eisenhüttenstädter Stahl | 17 | 26 | 5  | 7  | 14 | 21 | 36 | -15 |

### Verdetti
- Carl Zeiss Jena campione della Germania Est 1969-70. Qualificato in Coppa dei Campioni 1970-71.
- Vorwärts Berlino qualificato in Coppa delle Coppe 1970-71
- Dinamo Dresda qualificate in Coppa delle Fiere 1970-71
- Karl-Marx-Stadt e Eisenhüttenstädter Stahl retrocesse in DDR-Liga.

### Squadra campione
- Wolfgang Blochwitz (26)
- Werner Krauss (26/1)
- Michael Strempel (26/4)
- Roland Ducke (26/ 2)
- Dieter Scheitler (26/9)
- Helmut Stein (25/9)
- Peter Ducke (24/8)

- Udo Preuß (23/5)
- Peter Rock (23/3)
- Rainer Schlutter (21/2)
- Jürgen Werner (14)
- Gerd Brunner (11)
- Bernd Krauß (5/2)
- Hans Meyer (2)

- Allenatore:  Georg Buschner

## Record

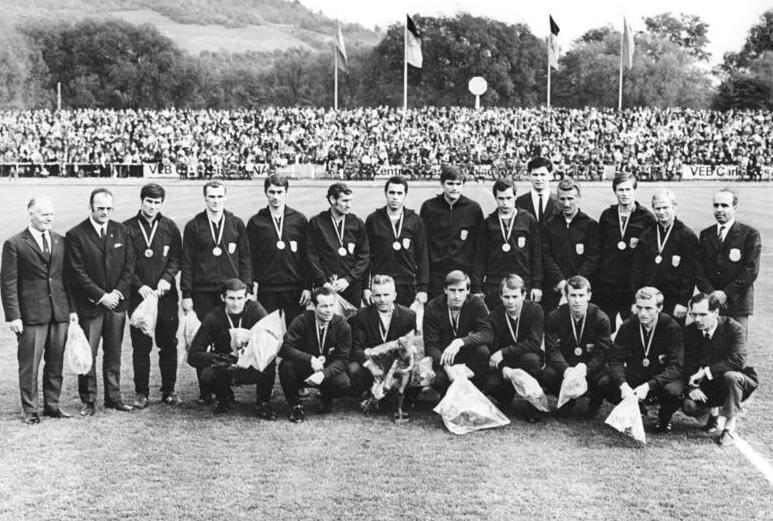
I giocatori del Carl Zeiss Jena dopo la vittoria del titolo.

### Capoliste solitarie
- 3ª-4ª giornata:  Chemie Lipsia
- 7ª-13ª giornata:  Vorwärts Berlino
- 14ª-26ª giornata:  Carl Zeiss Jena

### Club
- Maggior numero di vittorie:  Carl Zeiss Jena (16)
- Minor numero di sconfitte:   Carl Zeiss Jena (3)
- Migliore attacco:  Carl Zeiss Jena (50 gol fatti)
- Miglior difesa:  Carl Zeiss Jena (16 gol subiti)
- Miglior differenza reti:  Carl Zeiss Jena (+34)
- Maggior numero di pareggi:  Sachsenring Zwickau (10)
- Minor numero di pareggi:  Magdeburgo e  Stahl Riesa (4)
- Maggior numero di sconfitte:  Eisenhüttenstädter Stahl e  Karl-Marx-Stadt (14)
- Minor numero di vittorie:  Eisenhüttenstädter Stahl (5)
- Peggior attacco:  Eisenhüttenstädter Stahl (21 gol fatti)
- Peggior difesa:  Eisenhüttenstädter Stahl (35 gol subiti)
- Peggior differenza reti:  Eisenhüttenstädter Stahl e  Karl-Marx-Stadt  (-15)

### Classifica cannonieri
|  | Gol | Marcatore         | Squadra          |
|  | --- | ----------------- | ---------------- |
|  | 12  | Otto Skrowny      | Chemie Lipsia    |
|  | 11  | Horst Begerad     | Vorwärts Berlino |
|  | 10  | Roland Nowotny    | Hallescher       |
|  | 9   | Jürgen Sparwasser | Magdeburgo       |
|  | 9   | Helmut Stein      | Carl Zeiss Jena  |
|  | 9   | Dieter Scheitler  | Carl Zeiss Jena  |
|  | 9   | Klaus Lehmann     | Stahl Riesa      |
|  |     |                   |                  |